# Strategia porównań podłużnych
Strategia porównań podłużnych (także: badanie podłużne lub badanie longitudinalne) – sposób prowadzenia badania, który pozwala obserwować te same osoby wielokrotnie, na przestrzeni wielu lat.
Badania te oparte są na kryterium czasu i służą zrozumieniu mechanizmów zmian oraz czynników wpływających na zachowanie. Jednostki żyją w tym samym okresie społeczno-ekonomicznym, zmiany związane z wiekiem stwierdzone w tych badaniach, są na tyle dobrze udokumentowane, że istnieje małe prawdopodobieństwo mylnej interpretacji.
3 główne rodzaje badań podłużnych
- płyta;
- kohorta;
- z mocą wsteczną.

## Zalety i wady badań podłużnych

### Wady strategii porównań podłużnych
- wyniki badań mogą być uogólniane tylko na grupę urodzoną w tym samym okresie co okres zbierania danych
- taki rodzaj badań jest bardzo kosztowny
- do trudności należy też utrzymanie kontaktu ze wszystkimi badanymi osobami
- możliwość utraty danych, gdyż do wyników nie zalicza się osób, które nie ukończyły badania

#### Wyjątkowe korzyści z badań podłużnych[2]
Badania podłużne niosą ze sobą szereg zalet, których można doświadczyć tylko w ramach tego rodzaju badań. Stanowią one wyjątkową metodę badawczą, która ma przewagę nad innymi opcjami.

##### Odkrywanie wzorców
Dzięki wykorzystaniu i analizie danych zgromadzonych w długim okresie, badania podłużne pozwalają na identyfikację wzorców. Tego rodzaju naukowe badania umożliwiają nam zgłębianie relacji przyczynowo-skutkowych i uwydatniają powiązania. Większa ilość danych gromadzonych przez dłuższy czas pozwala uzyskać lepsze i bardziej precyzyjne wyniki. Badania te charakteryzują się wysoką trafnością i są doskonałe do wykrywania długoterminowych zmian.

## Historia badań podłużnych
Jednymi z najambitniejszych badań podłużnych były studia nad geniuszami, rozpoczęte przez Lewisa Termana, zaraz po I wojnie światowej, a kontynuowane 60 lat później przez psychologów z Uniwersytetu Stanforda.
Wybrano ponad 1500 chłopców i dziewcząt urodzonych około 1910 roku, uczęszczających do klas od trzeciej do ósmej. Za kryterium wyboru przyjęto wyniki w testach inteligencji na poziomie bardzo wysokim. Od tamtej pory byli regularnie testowani w odstępach czasu. Najpierw po to, by sprawdzić, jak grupa badanych wypada w porównaniu z młodzieżą w ogóle, a potem by odkryć warunki i doświadczenia, które miały wpływ na satysfakcję z życia i style radzenia sobie z problemami.
Wyniki badania, jak do tej pory, okazały się być zaskakujące. Geniusze radzą sobie bardzo dobrze zarówno z rozwiązywaniem problemów życiowych, stereotyp o aspołecznych, chorowitych ludziach został obalony.
Jeszcze do niedawna prawie 75% wciąż żyjących badanych odsyłało wypełnione kwestionariusze rozsyłane co 10 lat.
Od 1938 roku na Wydziale Psychologii Uniwersytetu Harvarda są prowadzone badania podłużne rozwoju psychiki grupy dorosłych mężczyzn (w chwili rozpoczęcia programu byli absolwentami tej uczelni). W latach 1966–2003 badaniami kierował George Vaillant (autor książki Spiritual Evolution: How We Are Wired for Faith, Hope, and Love i kilkunastu  innych), a po 2003 roku – Robert Waldinger. 
Podłużne badania językowego rozwoju dzieci prowadzi w Instytucie Badań Edukacyjnych Magdalena Smoczyńska.